# .ooo
.ooo (Triple O) je doména nejvyššího řádu (TLD) v DNS. Byla vytvořena a je provozována Infibeamem.